# Pseudopomyza atrimana
Pseudopomyza atrimana – gatunek muchówki z rodziny Pseudopomyzidae.
Gatunek ten opisany został w 1830 roku przez Johanna Wilhelma Meigena jako Opomyza atrimana.
Muchówka o ciele długości około 2 mm, ubarwionym czarno z lustrzanym połyskiem. Głowa jej wyposażona jest w wewnętrzne szczecinki ciemieniowe i skrzyżowane szczecinki zaciemieniowe. Czułki mają długie aristy, porośnięte krótkimi włoskami. Skrzydła są przezroczyste. Ich użyłkowanie cechuje przerwana przy żyłce subkostalnej żyłka kostalna i słabo rozwinięta żyłka analna. Odnóża są wielobarwne: piąty człon stóp jest brązowawy, przednia para bioder, nasady ud, golenie środkowej i tylnej pary oraz reszta stóp są żółte, a wierzchołkowe połowy ud i przednie golenie czarne.
Owad znany z Wielkiej Brytanii, Niemiec, Norwegii, Finlandii, Szwajcarii, Austrii, Polski, Czech, Słowacji, Węgier, Rumunii i północnoeuropejskiej części Rosji.